# Футагава, Бунтаро
Бунтаро Футагава (яп. 二川 文太郎, англ. Futagawa Buntarō, 18 июня, 1899, Токио, Япония — 28 марта 1966) — японский режиссёр и писатель. Специализировался на фильмах дзидайгэки, реформировал этот жанр. Как писатель использовал другое имя — Otsuma Shinozuka (яп. 紫之塚 乙馬).

## Биография
18 июня 1899 года Бунтаро Футагава родился в Токио. Настоящее имя режиссёра — Тakizawa Kichinosuke (яп. たきざわ きちのすけ). Его младший брат также стал известным режиссёром.
Учился на экономическом факультете университета Тюо до апреля 1921 года (частный университет Тюо был создан в 1885 году и считается достаточно престижным в Японии). Получил опыт работы в качестве помощника режиссёра кино и актера. Считал себя учеником Сёдзо Макино, японского кинорежиссёра, продюсера и сценариста. В 1923 году сам дебютировал в качестве режиссёра фильма «Shinkinô».
В короткометражном фильме «Против течения» («Gyakuryû», 1924, 28 минут) впервые сыграл у Бунтаро Футагава актёр Бандо Цумасабуро (1901—1953). Молодой самурай пытается вернуть своей семье былое величие, изучая литературу и воинское дело. Потеряв мать, узнав об унижениях сестры и о том, что её насильник стал мужем его возлюбленной, он берётся за оружие. Вместе с артистом, который вскоре стал главной звездой японского кино, режиссёр изменил трактовку темы: раньше использовались театральные приемы, взятые непосредственно из театра кабуки (преувеличены выражения лица, шаблонные жесты и мимика…) Теперь появились естественность и свирепость поведения самурая, индивидуальный и гораздо более реалистичным стиль сражения на мечах. Известность фильм приобрел благодаря оригинальной постановке боевых сцен. Актёр Бандо Цумасабуро играл и в других фильмах режиссёра, в частности в фильме «Разбойник из Эдо, Кагэбоси» (1925).
В своём фильме «Shisên ni tatebâ» (1924) Бунтаро Футагава единственный раз выступил не только как режиссёр, но и в качестве оператора.
Сюжет самого известного фильма Бунтаро Футагава «Orochi» («Змей») был новаторским. Молодой и вспыльчивый самурай влюбляется. Он изгнан из общества, но сохраняет представления о чести и любовь. Он становится убийцей, спасая женщину от рук преступника. Оригинальное название фильма должно было быть «Вне закона», но японская цензура запретила это название, потому что изображение преступника в качестве героя рассматривалось как опасный соблазн. Название было изменено на «Змея», это название удовлетворило цензуру.
После наступления звуковой эры в кино Бунтаро Футагава режиссурой не занимался. Последний его фильм — «Rînzo shusse tâbi» снят в 1934 году.
Жена режиссёра — актриса Нобуко Сузуки.
Режиссёр скончался 28 марта 1966 года.

## Галерея (кадры фильма «Змей»)

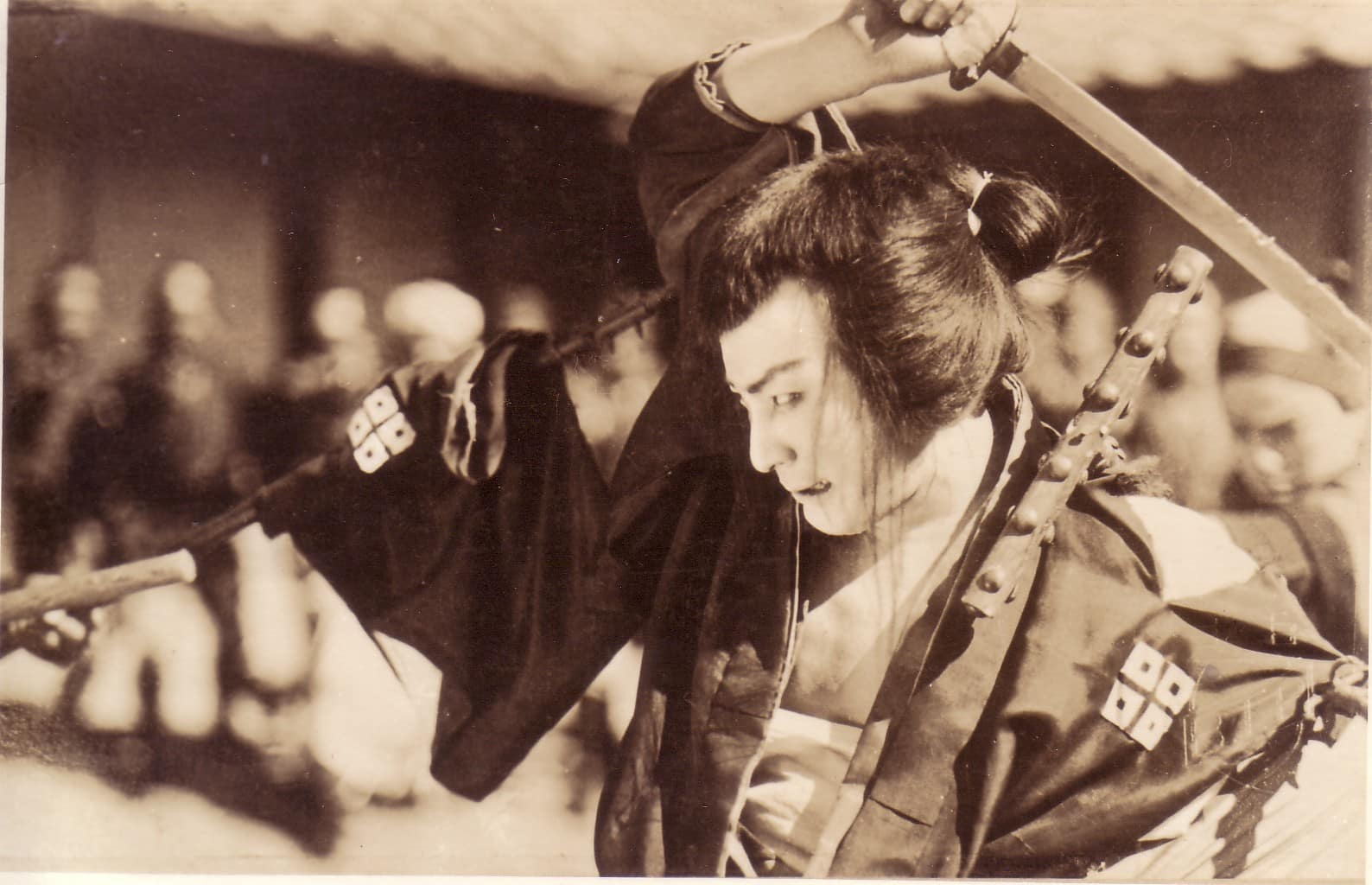
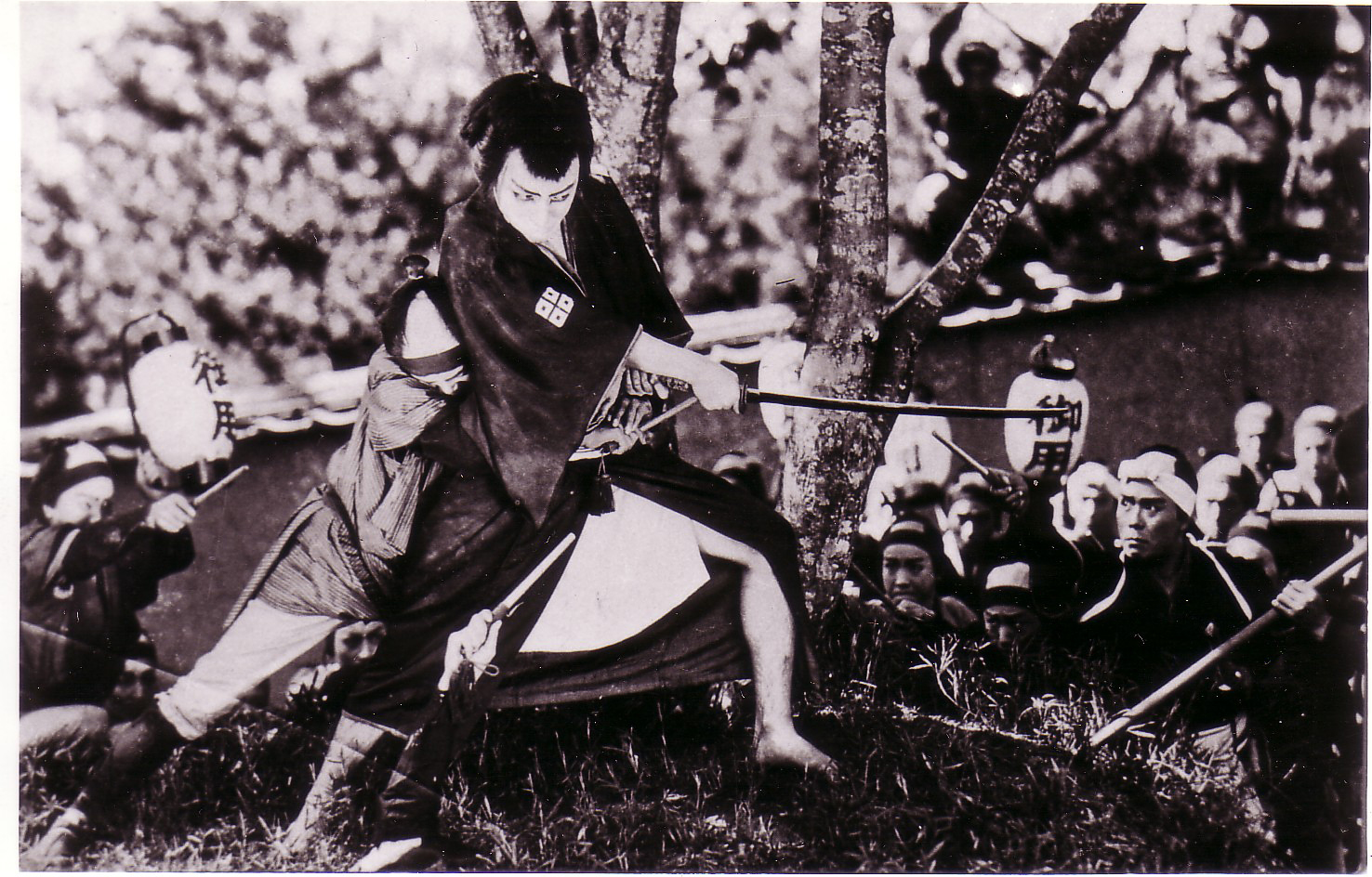
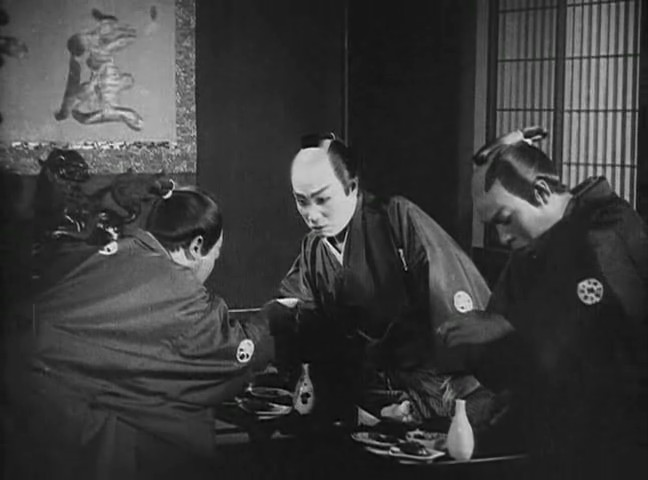
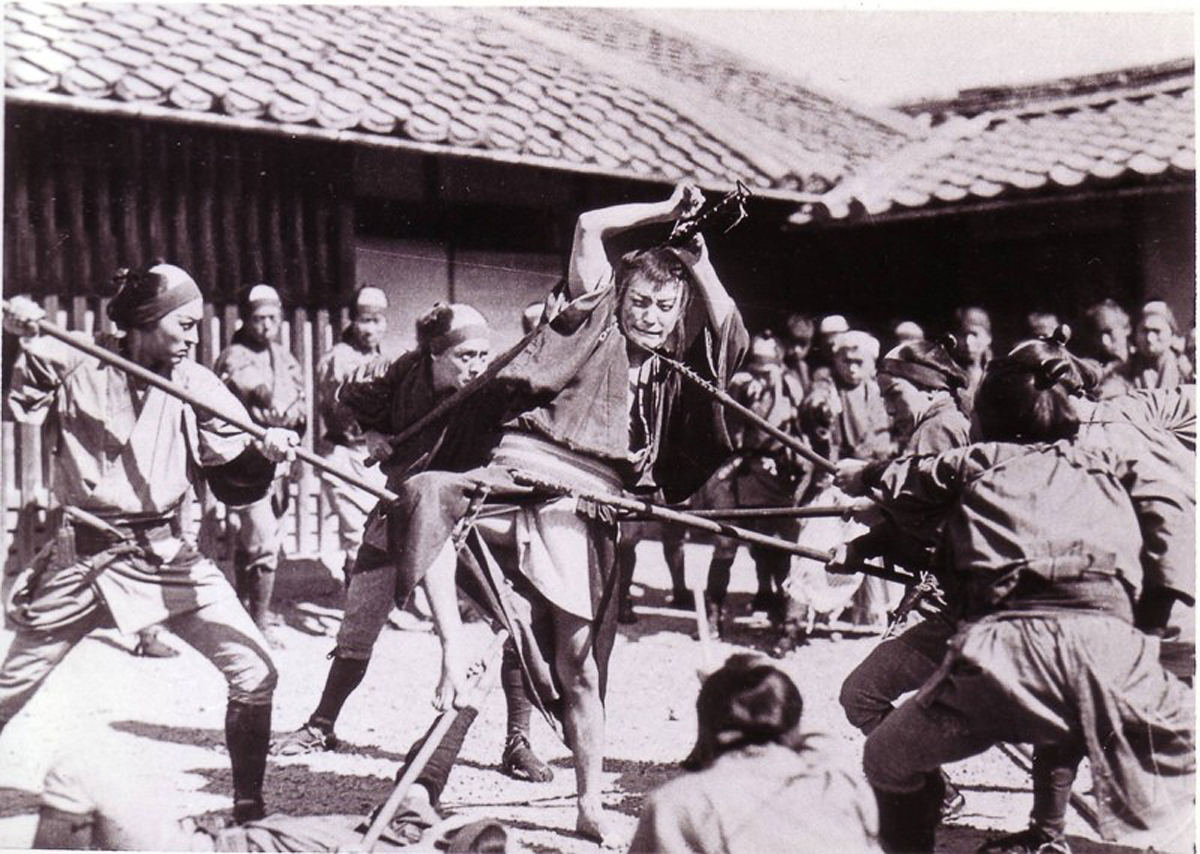
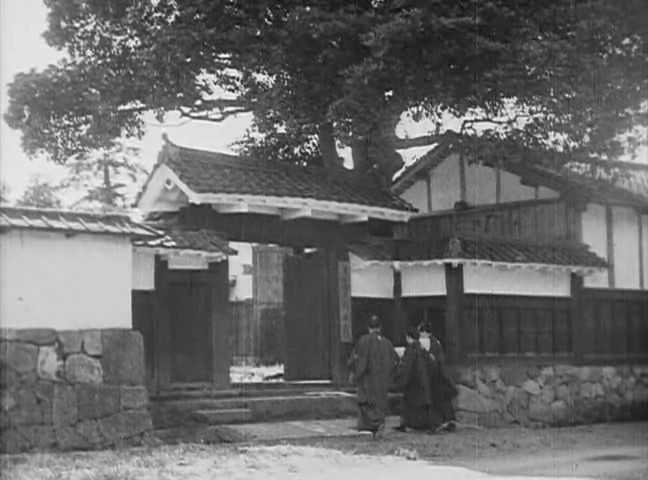

## Фильмография в качестве режиссёра
- 1934. Rînzo shusse tâbi
- 1933. Unka no kyôteki
- 1932. Kamiyui shinzô
- 1932. Yajikitâ bijin sodoki
- 1931. Nâgebushi yasukê edo no maki
- 1931. Nâgebushi yasukê michinôku no maki
- 1931. Kagoya dainagôn
- 1929. Taika shinsei
- 1928. Madarahebi: zenpen
- 1928. Ôoka seidan Suzukawa Genjûrô no maki
- 1928. Shinpan Ôoka seidan: Chûhen
- 1926. Dondoro bori
- 1925. Змей (Orochi)
- 1925. Hakaishi ga ibiki o suru koro
- 1925. Edo kaizoku den kagebôshi: kôhen
- 1925. Edo kaizoku-den: Kagebôshi: zenpen
- 1925. Aru tonosamâ no hanashi
- 1925. Bosekî ga ibikisurû koro
- 1925. Ekisutora gâru
- 1924. Против течения (Gyakuryû, короткометражный)
- 1924/III. Jônetsu no hi
- 1924. Bonnô jigoku
- 1924. Buakû no men
- 1924. Gekkyubî no yorû no dekigotô
- 1924. Kêkkon sûbekarazû
- 1924. Kekkon surû nakarê
- 1924. Koi no kariudo
- 1924 Kunisada Chûji: Shinshû ochi
- 1924. Shinju shôyachô
- 1924. Shisên ni tatebâ
- 1923. Kaiketsu taka
- 1923. Mâkan no kiyuru korô
- 1923. Shinkinô